# Liste der Kulturdenkmäler in Trier-Filsch
In der Liste der Kulturdenkmäler in Trier-Filsch sind alle Kulturdenkmäler des Ortsbezirks Filsch der rheinland-pfälzischen Stadt Trier aufgeführt. Grundlage ist die Denkmalliste des Landes Rheinland-Pfalz (Stand: 8. Januar 2024).

## Einzeldenkmäler
| Bezeichnung                        | Lage                 | Baujahr | Beschreibung | Bild                           |
| ---------------------------------- | -------------------- | ------- | --- | ------------------------------ |
| Katholische Filialkirche St. Lucia | Luzienstraße 1a Lage | 1798    | barocker Saalbau mit Giebeldachreiter, bezeichnet 1798; oberhalb des Eingangs spätgotische Sakramentsnische aus dem Vorgängerbau; Kirchhof mit alter Umfassungsmauer | weitere Bilder Fotos hochladen |